# 気 (ドラゴンボール)
気（き）とは、鳥山明の漫画『ドラゴンボール』、ならびにそれを原作としたアニメなどにおける体内エネルギーの概念である。
本稿では、それを利用した気功波（きこうは）についても、併せて解説する。

## 概要
『ドラゴンボール』作中で使用される、体内エネルギーの比喩である。初めてこの概念が登場したのはピッコロ大魔王編で、超神水を飲んだ孫悟空がピッコロの気を感じ取り、カリンに驚かれている。
戦闘に用いる場合、気功波として放つ以外にも、体の一部分に込めることで攻撃力や防御力を上げたり、ゴテンクスのように意思を持った気のオバケを作り出したり、ベジットのように手から気の剣を出したりと用法は様々である。気の弱っている者に別の者が気を受け渡すことも可能。また体内の気を放出、コントロールすることで飛行も可能であり地球ではこの技術を舞空術（ぶくうじゅつ）と呼んでいる。知人の気を感知して瞬間移動を行うことが可能な、気を使用した技を持つ者もいる。
キビトのように気合いを送りこむことで体に気を与え体力を回復させる能力を持つ者や、デンデのように全身から集めた気を手から発してダメージを回復する能力を持つ者もいる。同義語としてヤジロベーは「妖気」、界王神は「エナジー」、ヤードラット星人は「スピリット」と表現している。
訓練すれば相手の気の強さや位置を感じることが可能で、数億キロ離れた相手の場所さえ分かってしまう。また、気の強さをコントロールすることで気配を隠したり、強さをカモフラージュすることができる。訓練次第では気を完全に消すことができ、その場合肉眼で探すしかなくなる。気は強弱以外にも個人の特色が出るようで、その人物を知るものであれば気の探索により個人の特定が可能である。
フリーザや魔人ブウに対しては「邪悪な気」、「不気味な気」といった表現もみられ、セルは複数の人物の気が入り混じっていると表現された。また人造人間のように、気を探っても人造人間自体から気を感じないケースもあれば、破壊神ビルスのような神の域に達している者の質の高いクリアな気は、同じ神の域に達している者でないと感じ取ることすらできないといったケースもある。
地球の武道家など一部の戦士は気を高めることで戦闘力を上昇させることができ、元々の気を戦いで一気に増幅して、それを爆発させることで高い戦闘力を発揮する。
元々の気を奪い取られても増幅して爆発させる前の気だとそこまで大きなエネルギーではないらしく、ドクター・ゲロも背後から捕まえることでピッコロの気をほとんど吸い取り、その気を自分にプラスしたことで回復したピッコロも倒せると踏んでいたが、ピッコロにはまるで歯が立たなかった。そのときピッコロはゲロに、「オレたちは戦いで一気に気を増幅して、そいつを爆発させるからオレから奪い取ったエネルギーは知れたものだ」と解説している。
劇中の登場人物の中で気の探索やコントロールを行えるのは、主人公の悟空をはじめとする修行を積んだ地球の一部の戦士たち、界王神をはじめとする神域の関係者、種族としてその技術を保持しているナメック星人など、限られた人物、限られた種族のみである。ヤードラット星人が悟空に教えた瞬間移動も気の探索を応用しているが、ヤードラット星人もスピリット（気）のコントロールを行う種族であり、スピリットを移動・分離・拡縮することで瞬間移動・増殖・巨大化を可能としている。
敵として登場したキャラクターの多くは、当初は気を探索することができないが、中期であればナメック星編でのベジータ、後期であれば魔人ブウなど、パワーアップ時に可能になるパターンも多く、戦闘に関する学習能力の高さを表現したり、知性の高まりの表現としてしばしば用いられた。また、ドクター・ゲロによって作られた人造人間16号と19号、およびドクター・ゲロ本人である20号は、気を感知することで相手の位置、強さを特定するパワーレーダーを内蔵している。
フリーザ一味はこの気の探索の技術を持っておらず、フリーザをはじめとした構成員たちはスカウターによって戦闘力や気の位置、強さを測定していた。また、戦闘力を自在に変化できるのはフリーザやギニューなど一部の者のみで、ラディッツは悟空とピッコロが戦闘力を自在にコントロールしている様子を見て驚いており、ドドリアが戦闘力を変化させたナメック人を見て「めったにいないタイプ」と発言していた。
アニメ『ドラゴンボール超』では、第6・第7宇宙破壊神選抜格闘試合でのヒットとの激闘を終えた後の悟空が遅発性乱気症（ちはつせいらんきしょう）にかかっている。これは短時間で急激な気のコントロールを必要とする術および技を使用することで発症する病気であり、食欲がなくなる、けだるさがある、気の使用が困難になるといった症状がある。
北の界王は悟空に「でたらめな気の使い方をすると何日か遅れて気のコントロールがままならなくなることがある」と説明しており、筋肉痛のようなものなのでしばらくすれば勝手に治るという。ただし、界王拳10倍の使用や何秒か先を読むような無理をした闘い方を続けていると、自分でも気づかないうちに意識と感覚がズレてまともに闘えなくなるとも警告している。
気の容量はそのまま実力と結びついているが、実力には技術や技量などといった他の要素も関係してくるので、力量を測る指針にはなるが絶対的なものではない。また、鳥山明は「闘いにおいて最も重要なのは気の大きさとコントロールであり、肉体そのものの強さにはどう鍛えても物理的な限界があり、それを超えるには気の増大が必要になる」と語っている。また、「気を増大させるほどコントロールが難しくなるので、気のコントロールは重要」とも語っている。気には、元気、勇気、正気といった精神力も含まれる。

## 気功波
体内の気を体外にエネルギー化して発射する技で、悟空をはじめ多くの戦士たちが使用する。他の惑星などでは、気のことを「エネルギー」と呼ぶ場合もある。光線型の物は「エネルギー波」、「気功波」と呼び、光球型は「エネルギー弾」、「気弾」と呼ぶ。目で見える形で出る光弾に対し、肉眼では直接見ることができない気合い型の気功技として「衝撃波」などもある。
代表的なものとしては体内で凝縮、破壊力を持ったエネルギー波として一気に放出するかめはめ波が挙げられる。気の使用量により、大きさや威力が異なる。作中では明確な区別はされていないが、かめはめ波やどどん波のような光線型と、元気玉や繰気弾、クラッシャーボールのような光球型の2種類のタイプが存在し、光線型も先の球が大きければ爆発系、小さければ貫通系と分かれる。
光球型は主に爆発型だが稀に貫通型のものもある。主に手の平から放つが、他にも指先、口、目など様々な箇所から放出することができる者もおり、悟空も足の裏から発射している。他にも変化させて円盤状にしたり、操作したりできる者もいる。地球の一般人に対する知名度は低く、トリックだと思われていることが多い。

### 気功波の種類
個々の技についてはドラゴンボールの技一覧を参照。『ドラゴンボール大全集』4巻や『DRAGONBALL超エキサイティングガイド キャラクター編』によると以下のように区別されている。
基本型
ごくシンプルな手の平から放つエネルギー波、エネルギー弾で作中最も数が多い。体中の気を手元などに集めて技の威力をアップさせることも可能。例）かめはめ波、萬國驚天掌、爆裂魔光砲、魔閃光、ギャリック砲、クラッシャーボール、ビッグ・バン・アタック、ファイナルフラッシュなど。
連続型
その名の通り気功波を連続発射する。一発一発は大抵普通のエネルギー波やエネルギー弾であり、そうでない場合は融合型に分類される（後述）。エネルギー弾型の場合は相手の周囲に浮かべて一斉に襲い掛かる形になることが多い。例外的にひとつの気功波を分裂させて連続型のような形にする例もある。例）連続死ね死ねミサイル、人類絶滅攻撃など。
集中型
指、目、口など手の平以外の体の一部分から溜めた気を放つ技。体中の気を一点集中させ束にまとめあげて発射する。気の束が細い場合は突き刺さるように貫通力が高く、気の束が太い場合は大砲のように破壊力に優れる。例）どどん波、スーパーどどん波、爆力魔波、魔貫光殺砲、イレイザーガンなど。
誘導型
相手に向けて自動的に追跡する、もしくは使い手の意思で自在に動かせる気功波。スーパーゴーストカミカゼアタックは気が意思をもって動くかなり特殊な例である。また、かめはめ波を操作するなど基本型にアレンジを加えて誘導型にすることもある。例）繰気弾、スーパーゴーストカミカゼアタックなど。
気合い型
全身の気を一箇所に溜めず瞬時に拡散させて放つ技。通常の気功波と違い、広範囲に向けて放つため気が拡散されて見えない。気のコントロールができないウーブも使うことができる。発動させる箇所は主に手の平、眼光、体全体。例）気合い砲、衝撃波、気功砲、フルパワー衝撃波、ベジータ最終最後の技など。
集積型
自らの気だけではなく他者からもしくは植物、動物といった微生物や太陽、大気、物のエネルギーにいたるまで、あらゆるエネルギーを集めた特殊な技。集めた気の分だけ威力も上がるが気を練る時間が長く無防備になるのが難点。優れた気のコントロールを必要とする。例）元気玉。
変化型
放った気の塊を爆発させるのではなく使い手が独自のアレンジを加えて、切り裂く、突き刺すなど特徴的な効果を持つ形に変えて使用する技。例）気円斬、ギャラクティカドーナツ、気の剣など。
移動型
移動手段や攻撃のサポートとして使用する技。全身から放出した気を推進力にして空を飛ぶ舞空術や、気を感知してその人物がいる場所に移動する瞬間移動がある。
攻撃補助型 / 攻撃サポート型
直接の攻撃力を持たない戦闘の補助として使用する技。気功波ではないものだと、体内の気を増幅させ攻撃力やスピードなど戦闘能力を何倍にも上昇させる界王拳がある。例）太陽拳、バリヤー。
封印型
気を察知して両手から放った気で渦を起こし捕まえ、札が貼られた容器に封じ込める技。例）魔封波、魔封波がえし。
融合型
上に挙げた基本型以外の系統に2つ以上該当する技のこと。クリリンが栽培マンたちに使用した拡散弾は変化型、連続型、誘導型の3種類の型を融合した技であり、ゴテンクスのスーパーゴーストカミカゼアタックオバケまとめて10人フィニッシュは誘導型のスーパーゴーストカミカゼアタックの連続タイプに当たる。例）ダブル追尾気弾、拡散誘導光弾。